# Oto Haščák
Oto Haščák (* 31. ledna 1964 Martin, Československo) je československý hokejový útočník, který polovinu své hokejové kariéry, začátek a konec, strávil v Dukle Trenčín. Reprezentoval Československo na dvou mistrovství světa a zimní olympiádě 1988 v Calgary. Reprezentoval i Slovensko na dvou zimních olympiádách.

## Hráčská kariéra
Jeho prvoligová hokejová kariéra začala v roce 1983 v hokejovém oddíle Dukla Trenčín. Vydržel zde 7 let, až do pádu komunismu. Po otevření hranic a dokončení hokejové sezóny přestoupil do klubu nejvyšší švédské hokejové ligy Södertälje SK. Po třech letech přestup do konkurenčního týmu Västra Frölunda HC, kde odehrál jednu sezónu. Následující dvě sezóny odehrál v nejvyšší německé hokejové lize v týmu ESV Kaufbeuren. V závěru druhé sezóny také stihl vypomoci svému "mateřskému" oddílu Dukle Trenčín. Další rok pomohl Vsetínu k zisku mistrovského titulu. Setrval zde pouze ale jen jednu sezónu, v další sezóně stihl hrát za dva kluby – Zlín a Ässät Pori. Následoval jeho poslední přestup do Dukly Trenčín, kde hrál tři sezóny a v 37 letech zde zakončil aktivní kariéru.
Za československou reprezentaci odehrál 62 zápasů, ve kterých vstřelil 11 gólů. Odehrál také 60 zápasů v nově vytvořené slovenské hokejové reprezentaci, vstřelil 11 gólů.

## Trenérská kariéra
Po skončení hráčské kariéry zůstal u hokeje, na začátku nového století pracoval jako hrající trenér a viceprezident klubu Dukla Trenčín. Následně pracoval i jako skaut pro týmy NHL Boston Bruins , Los Angeles Kings a v současnosti pro tým New York Rangers .

## Zajímavost
Že jsou zranění běžná, o tom není třeba pochybovat. Ale co se stalo Otovi tři roky po sobě, navíc v den jeho narozenin, není asi úplně běžné. V té době působil ve švédském Södertälje SK:
- 31. ledna 1991 – domácí zápas proti Brynäs IF, ve které se srazil s hráčem soupeře, výsledek: potrhané křížové vazy v koleně, nutná operace a osmiměsíční herní přestávka.
- 31. ledna 1992 – na turnaji ve francouzském Rouene hrál tým Södertälje proti Djurgårdens. Mariusz Czerkawski, v té době opora New York Islanders, trefil nešťastnou náhodou pukem Otův kotník. Výsledek: zlomenina nártu a skoro měsíční přestávka.
- 31. ledna 1993 – po předchozích zkušenostech si dával pozor při každém pohybu. Následně raději seděl doma, aby přežil v pořádku nešťastný den bez zranění. V závěru dne špatně došlápl na točitých schodech s následky: podvrtnutý kotník a čtrnáctidenní přestávka.

## Reprezentace
Statistiky reprezentace na Mistrovstvích světa a Olympijských hrách:
| Turnaj               | Místo konání                          | Zápasy | Branky | Asistence | Body | Umístění         | Soupisky          |
| -------------------- | ------------------------------------- | ------ | ------ | --------- | ---- | ---------------- | ----------------- |
| MS 1989              | Švédsko (Stockholm, Södertälje)       | 10     | 2      | 2         | 4    | Bronzová medaile | Soupiska MS 1989  |
| MS 1990              | Švýcarsko (Bern a Fribourg)           | 9      | 2      | 2         | 4    | Bronzová medaile | Soupiska MS 1990  |
| MS 1994 (skup.C/1) – | Slovensko (Poprad a Spišská Nová Ves) | 1      | 2      | 0         | 2    | Zlatá medaile    |                   |
| ZOH 1994             | Norsko (Lillehammer)                  | 7      | 1      | 6         | 7    | 6. místo         | Soupiska ZOH 1994 |
| MS 1995 (skup.B)     | Slovensko (Bratislava)                | 7      | 1      | 8         | 9    | Zlatá medaile    |                   |
| MS 1996 –            | Rakousko (Vídeň)                      | 5      | 1      | 1         | 2    | 10. místo        | Soupiska MS 1996  |
| ZOH 1998             | Japonsko (Nagano)                     | 2      | 0      | 0         | 0    | 10. místo        | Soupiska ZOH 1998 |
| Celkem na MS (5x)    |                                       | 32     | 8      | 13        | 21   |                  |                   |
| Celkem na ZOH (2x)   |                                       | 9      | 1      | 6         | 7    |                  |                   |

## Světový pohár
| MS      | Místo konání | Zápasy | Branky | Asistence | Body | Umístění | Soupisky |
| ------- | --- | ------ | ------ | --------- | ---- | -------- | -------- |
| SP 1996 | Severní Amerika (Ottawa, Filadelfie, Montréal, Vancouver, New York) Evropa (Stockholm, Helsinky, Praha, Garmisch-Partenkirchen) | 3      | 0      | 1         | 1    | 7. místo | Soupiska |
| Celkem  | | 3      | 0      | 1         | 1    |          |          |